# فرودگاه هنا
فرودگاه هنا (به انگلیسی: Hanna Airport) یک فرودگاه همگانی است که یک باند فرود چمن دارد و طول باند آن ۵۴۹ متر است. این فرودگاه در کشور کانادا قرار دارد و در ارتفاع ۸۳۵ متری از سطح دریا واقع شده‌است.